# Pselionema annulatum
Pselionema annulatum är en rundmaskart som först beskrevs av Nikolai Nikolaievich Filipjev 1922.  Pselionema annulatum ingår i släktet Pselionema och familjen Ceramonematidae. Arten är reproducerande i Sverige. Inga underarter finns listade i Catalogue of Life.